# Gerard z Bolonii
Gerard z Bolonii (ur. ok. 1245, zm. 1317) – teolog i filozof karmelitański.
Działalność Gerarda z Bolonii związana jest z Paryżem. W 1295 r. otrzymał na tamtejszym uniwersytecie katedrę filozofii. Był eklektykiem. Krytykował Dunsa Szkota, Hevaeusa Natalisa i Guillaume'a Duranda. Był też krytycznie nastawiony do arystotelizmu. Początkowo skłaniał się ku awerroizmowi, z czasem jednak odrzucił arystotelizm, uznając Arystotelesa za politeistę.
Uczestniczył również w sporze o uniwersalia. Za Gotfrydem z Fontaines uznał, że "powszechnik, czy szerzej wszelka abstrakcja, to tylko mętne poznanie tego, co szczegółowe, a doskonałe poznanie rzeczy to dopiero poznanie jej jako szczegółowej (quod est eam rem perfectissime intelligere)".
Był autorem pięciu quodlibeta, kilku quaestiones ordinariae i niedokończonej summy. Summa Gerarda z Bolonii wzorowana jest na pracach św. Tomasza i Henryka z Gandawy.